# Bernardo Segura
Bernardo Segura Rivera (San Mateo Atenco, 11 de fevereiro de 1970) e um antigo atleta mexicano, especialista em marcha atlética. É detentor, desde 1994, do recorde mundial dos 20000m marcha, em pista, com o tempo de 1:17:25.6 h, obtido em Bergen, na Noruega.
Aos 22 anos foi chamado para integrar o conjunto de marchadores mexicanos presente nos Jogos Olímpicos de 1996, em Atlanta. Essa estreia ficaria marcada pela conquista da medalha de bronze nos 20 km marcha, a sua distância de eleição. Sem nunca conseguir obter nova medalha nas grandes competições atléticas internacionais, Segura foi, no entanto, vencedor dos Jogos da Boa Vontade em 1994, da Taça do Mundo de Marcha Atlética em 1999 e dos Jogos Pan-Americanos de 1999.
Segura ficou ligado a um dos mais dramáticos episódios da marcha olímpica quando, nos Jogos Olímpicos de Sydney 2000, cortou a meta em primeiro lugar, mas acabou sendo desclassificado pelos juízes no momento em que recebia, por telefone, as felicitações do presidente mexicano Ernesto Zedillo.
Apresenta, como recorde pessoal nos 20 km marcha, a marca de 1:19:05 h, realizada em 1996. Nos 50 km marcha tem como melhor marca o tempo de 4:03:51 h.